# José Bertomeu Bisquert
José Bertomeu Bisquert va ser un militar espanyol que va combatre en la Guerra civil.

## Biografia
Militar professional, al juliol 1936 no formava part de la llista de militars actius en l'Exèrcit. Després de l'esclat de la Guerra civil es va mantenir fidel a la República i posteriorment s'integraria en l'Exèrcit Popular. Al desembre de 1936 va passar a ser cap d'Estat Major de la 63a Brigada Mixta, unitat de la qual seria comandant per algun temps. A l'octubre de 1937 va ser nomenat cap d'Estat Major del VII Cos d'Exèrcit, càrrec que mantindria fins a abril de 1938.

## Família
Tenia un germà, Antonio, que també era militar professional i va ocupar càrrecs importants en l'Exèrcit republicà.